# Lucilia angustifrontata
Lucilia angustifrontata este o specie de muște din genul Lucilia, familia Calliphoridae, descrisă de Ye în anul 1992. Conform Catalogue of Life specia Lucilia angustifrontata nu are subspecii cunoscute.